# Новоєгипетська мова
Новоєги́петська мо́ва — це період єгипетської мови, який був записаний за часів Нового королівства Єгипту близько 1350 р. до н. е. — Амарнський період. Тексти, написані повністю новоєгипетською мовою, відносяться до двадцятої династії Єгипту і пізніше. Новоєгипетська мова сягнула розвитку, але не повністю витіснила середньоєгипетську як літературну мову.
Новоєгипетська мова не походить безпосередньо від середньоєгипетської, яка була засновані на відмінному діалекті.

## Новоєгипетська література
Новоєгипитська мова представлена великим корпусом релігійної та світської літератури, що містить такі зразки, як «Подорож Уну-Амона», любовні вірші папірусу Честера-Бітті І та Повчання Ані. Повчання стали популярним літературним жанром Нового царства, який набув форми порад щодо правильної поведінки. Новоєгипетська мова була також мовою управління Нового Королівства.

## Відмінності між середньо та новоєгипетською мовами
Новоєгипетська мова не зовсім відрізняється від середньоєгипетської, оскільки багато «класицизмів» з'являються в історичних та літературних документах цього часу. Однак відмінність між середньо та новоєгипетською більша, ніж різниця між середньо та староєгипетською. Спочатку синтетична мова, єгипетська за новоєгипетських часів, стала аналітичною мовою. Відповідність між середньоєгипетською та новоєгипетською можна описати на зразок відповідності між латиною та італійською.
- Писемність новоєгипетської краще відтворювала, ніж середньоєгиптська розмовну мову в Новому царстві та поза ним: слабкі приголосні ꜣ, w, j, а також жіноче закінчення .t все частіше занепадав, мабуть, тому що вони перестали вимовлятися.
- Вказівні займенники pꜣ (чол.), tꜣ (жін.) Та nꜣ (мн.) Використовувались як означені артиклі.
- Стару форму sḏm.n.f (він чув) дієслова було замінено sḏm-f, яка мала як недоконаний (він чує), так і доконаний (він почув) вид. Минулий час також утворився за допомогою допоміжного дієслова jr (make — робити), як у jr.f saḥa.f (він звинуватив його).
- Прикметники як ознака іменників часто замінюються іменниками.

## Розвиток упродовж І тисячоліття до н.е
Ієрогліфічна орфографія набула величезного поширення свого графемного ресурсу між пізнім періодом та Птолемейським царством.
Відродження середньоєгипетської мови відбулося після третього перехідного періоду (1070—664 рр. до н. е.), коли її часто використовували в ієрогліфічних та ієратичних текстах, надаючи перевагу пізньоєгипетській мові.

## Граматика
- J. Cerny, S. Israelit-Groll, C. Eyre, A Late Egyptian Grammar, 4th, updated edition — Biblical Institute; Rome, 1984